# Mesochorus haeselbarthi
Mesochorus haeselbarthi är en stekelart som beskrevs av Schwenke 1999. Mesochorus haeselbarthi ingår i släktet Mesochorus och familjen brokparasitsteklar. Inga underarter finns listade i Catalogue of Life.